# سیارک ۱۷۸۶۰
سیارک ۱۷۸۶۰ (به انگلیسی: 17860 Roig، نامگذاری:1998KQ4) هفده هزار و هشتصد و شصتمین سیارک کشف شده‌است که در ۲۲ مه ۱۹۹۸ کشف شد.
قدر مطلق سیارک برابر ۱۷.۸ است.